# Bảo tàng Nghệ thuật Ứng dụng (Budapest)

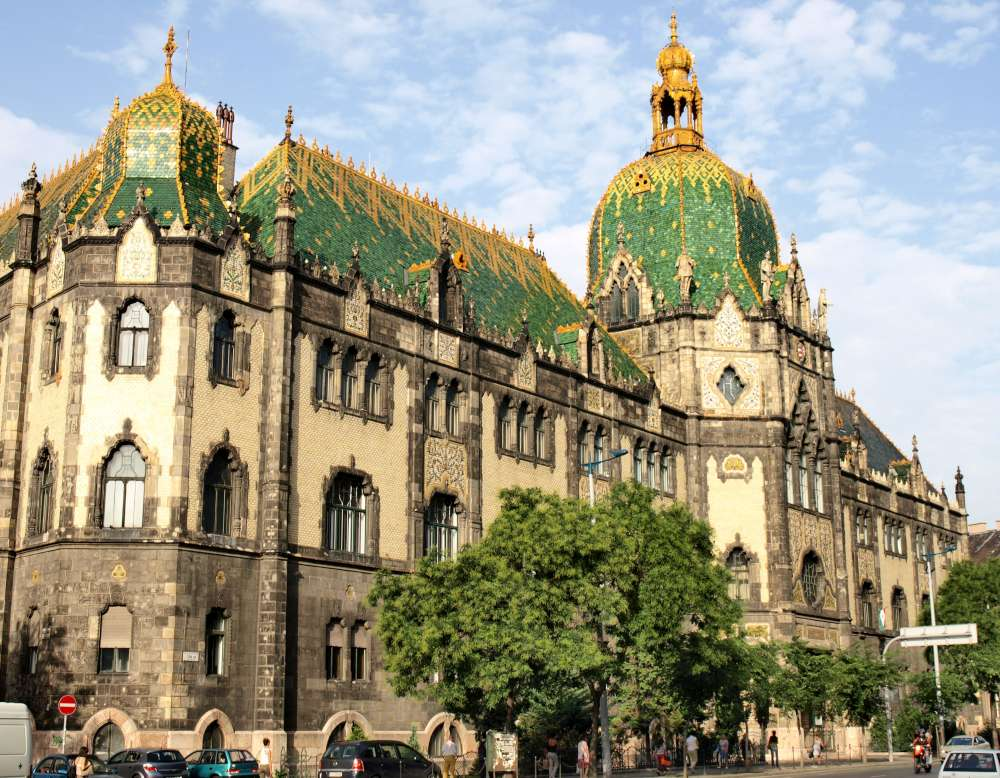
Mặt tiền chính

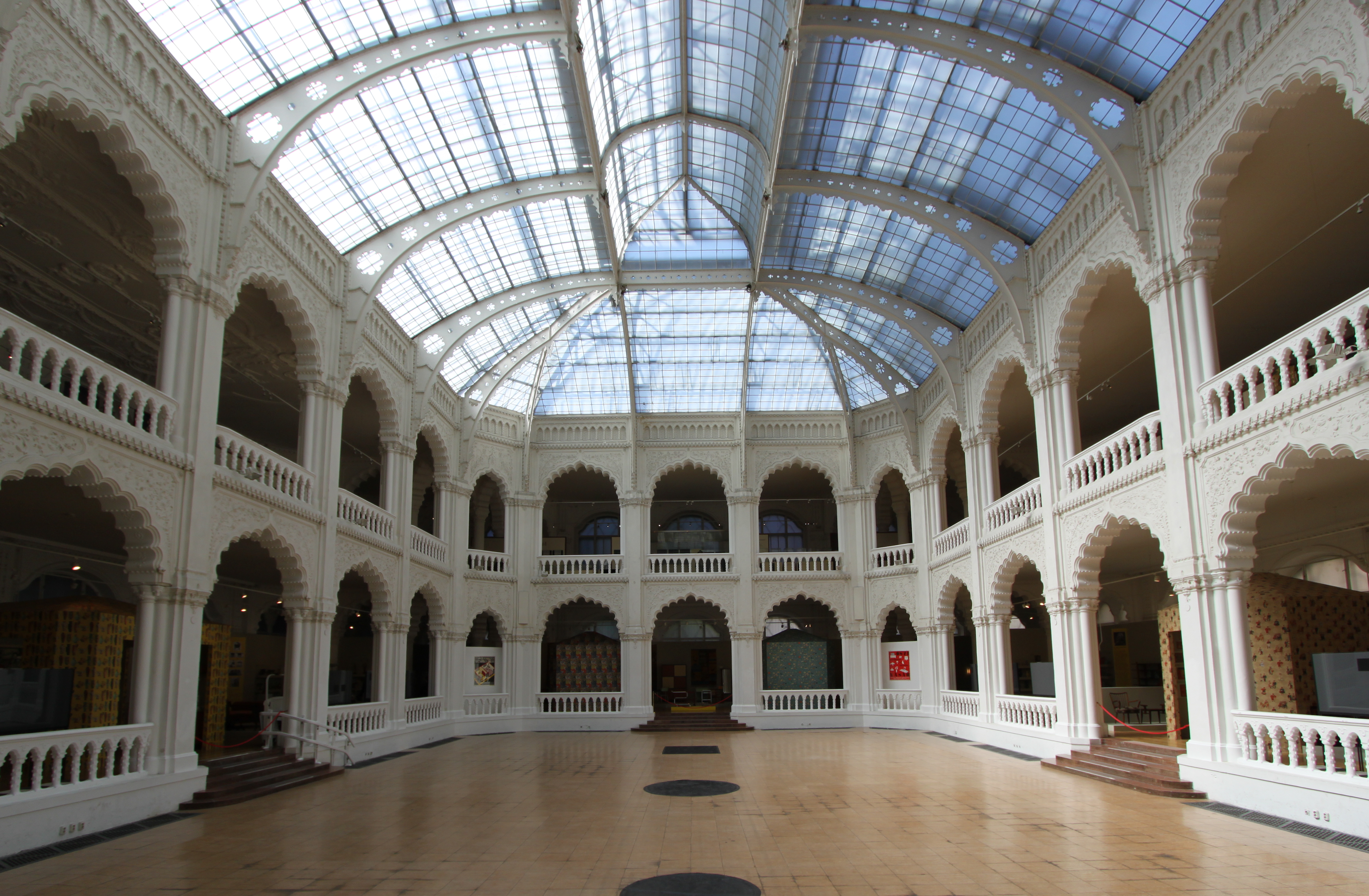
Sảnh chính

Bảo tàng Nghệ thuật Ứng dụng (tiếng Hungary: Iparművészeti Múzeum) là bảo tàng ở Budapest, Hungary. Đây là bảo tàng nghệ thuật ứng dụng lâu đời thứ ba trên thế giới.

## Kiến trúc
Bảo tàng xây dựng trong giai đoạn từ năm 1893 đến năm 1896. Kiến trúc sư Ödön Lechner thiết kế bảo tàng theo phong cách Tân Nghệ Thuật với một tòa nhà có phần mái màu xanh lá cây nổi bật khi nhìn từ trên không cùng với một tháp cao lộng lẫy. Nội thất bên trong mang thiết kế trộn lẫn theo phong cách Hindu, Mogul và Hồi giáo. Hiện nay, các kế hoạch về cải tạo toà nhà đang thực hiện để nơi đây có thể mở cửa trở lại trong tương lai gần.

## Bộ sưu tập
Bên trong bảo tàng có một bộ sưu tập đồ kim loại, đồ nội thất, hàng dệt và thủy tinh cùng một thư viện rộng lớn. Ngoài tòa nhà bảo tàng chính nằm ở Đại lộ Grand, bảo tàng còn có hai địa điểm khác tại tòa nhà Bảo tàng Nghệ thuật Đông Á Hopp Ferenc và Cung điện Nagytétény.
Vị trí của bảo tàng nằm gần cuối phía nam của Đại lộ Grand trong khu phố Ferencváros. Người dân và du khách tham quan có thể đến đây bằng tuyến tàu điện ngầm số 3.

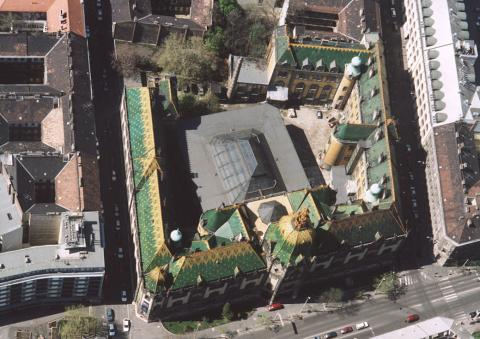
Tòa nhà bảo tàng nhìn từ trên không
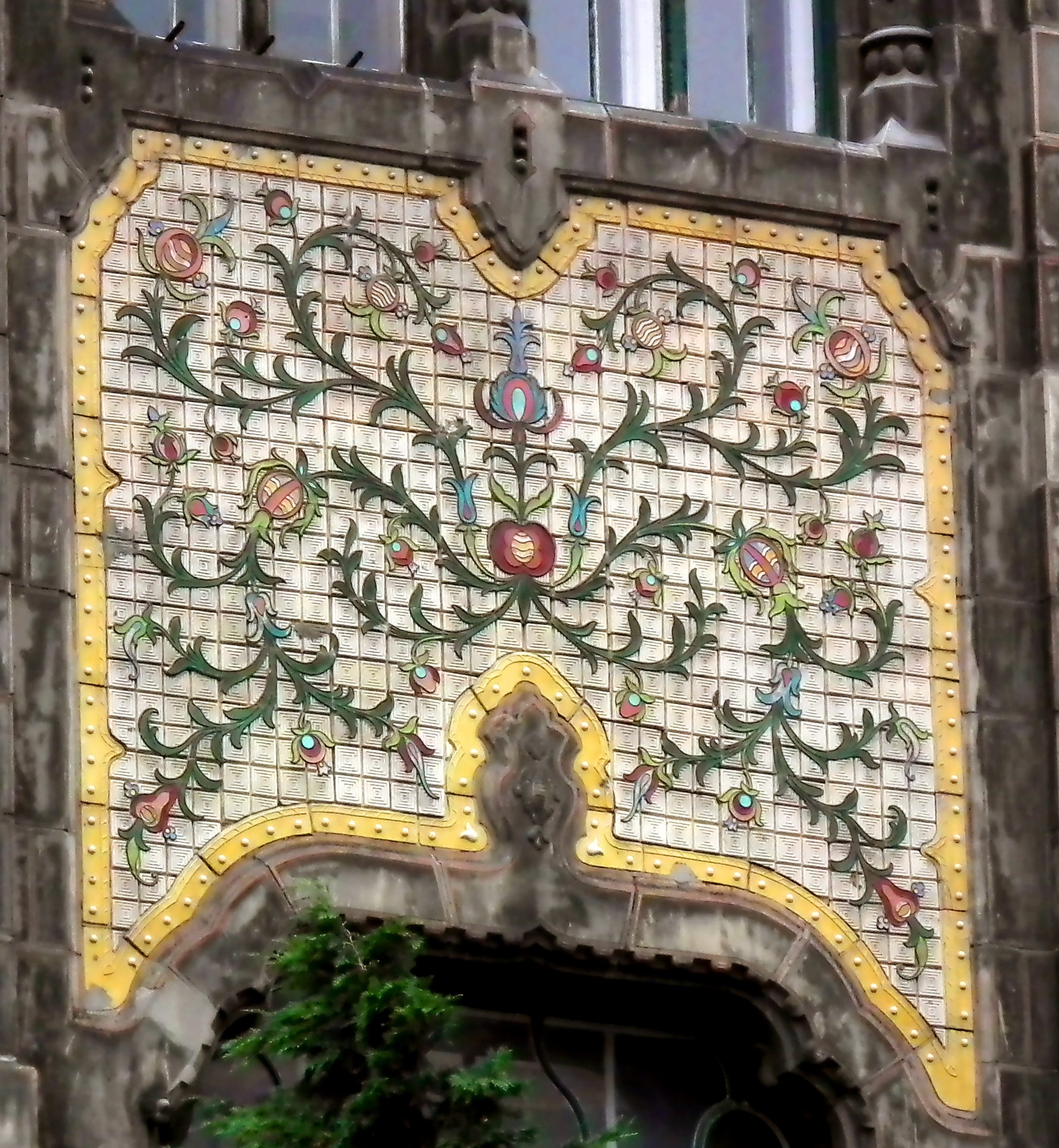
Chi tiết mặt tiền
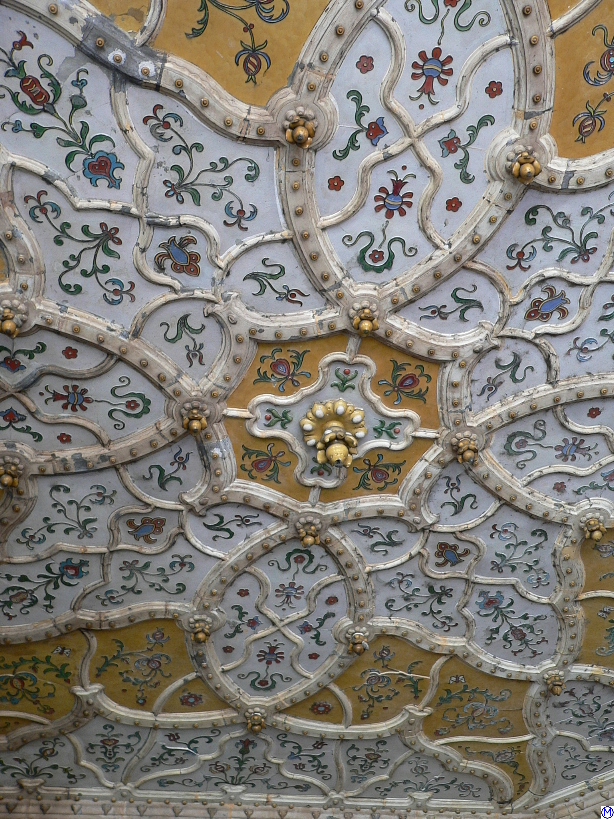
Chi tiết trần nhà
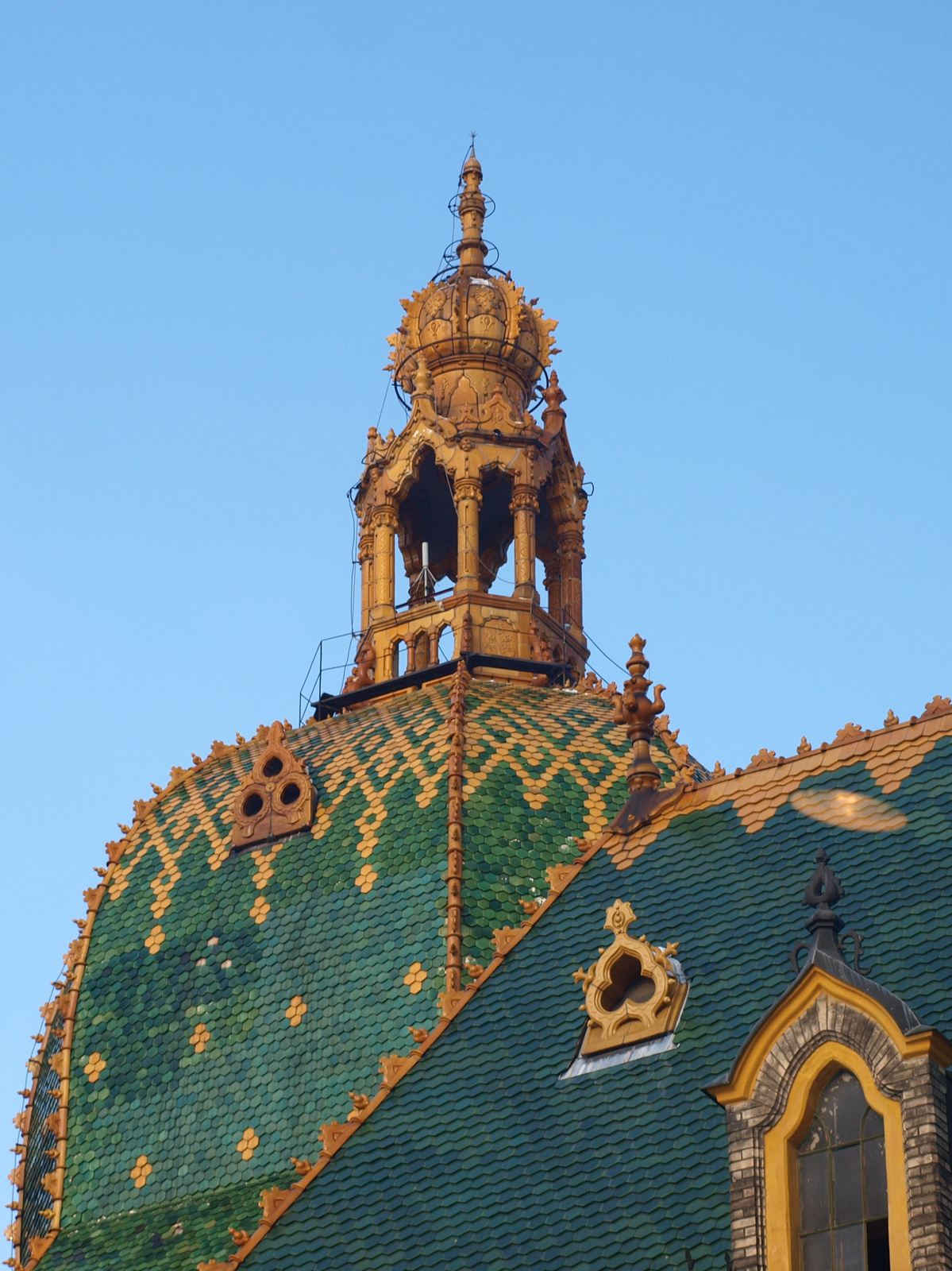
Chi tiết mái nhà
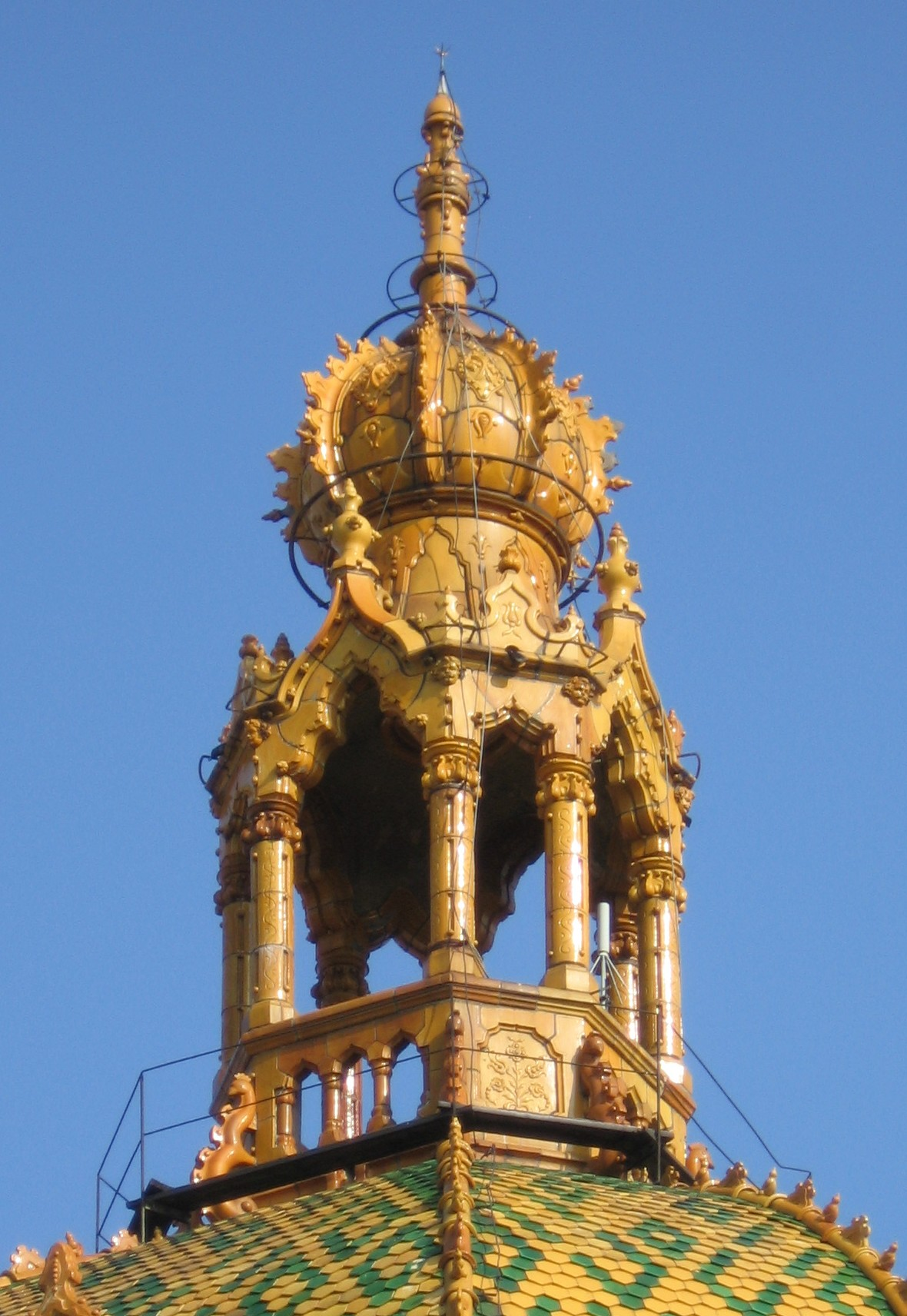
Tháp cao của Bảo tàng Nghệ thuật Ứng dụng, Budapest